# فريدريك وولف
فريدريك وولف (بالألمانية: Friedrich Wolf)‏ هو لاعب جمباز فني ألماني، ولد في 21 يناير 1880، وتوفي في 27 أغسطس 1961.

## وصلات خارجية
- فريدريك وولف على موقع أوليمبيديا (الإنجليزية)